# Sophie Schütt
Sophie Schütt (* 9. März 1974 in Hamburg) ist eine deutsche Schauspielerin.

## Leben und Karriere
Sophie Schütt sammelte in der freien Theatergruppe „Curry, Sand und Eigelb“ von 1992 bis 1996 Bühnenerfahrung am Hamburger Thalia-Theater sowie in der Kunsthalle und im Kampnagel-Kulturzentrum in Stücken wie Das Drecksstück und Krankheit der Jugend. Sophie Schütt wirkte als Schauspielerin vor der Kamera von 1995 bis zum Jahr 2014 in mehr als 50 Film-und-Fernsehproduktionen mit.
Im Jahr 2011 wurde sie Mutter einer Tochter und legte eine zweijährige Drehpause ein. Im Dezember 2014 brachte Schütt ihr zweites Kind, einen Sohn, zur Welt. Sophie Schütt ist inzwischen nicht mehr als Schauspielerin tätig und lebt mit ihrem Partner und ihren beiden Kindern in Südafrika.

## Filmografie
- 1995: Kinder des Satans
- 1995: Stadtgespräch
- 1995: Jede Menge Leben (Fernsehserie, 30 Folgen)
- 1996: Tatort – Mord hinterm Deich
- 1996: Faust (Fernsehserie, 1 Folge)
- 1996: Alphateam – Die Lebensretter im OP (Fernsehserie, 1 Folge)
- 1997: Schwanger in den Tod
- 1997: Trickser
- 1998: Zerschmetterte Träume – Eine Liebe in Fesseln
- 1998: Ein Fall für zwei (Fernsehserie, 1 Folge)
- 1998: Adelheid und ihre Mörder (Fernsehserie, 1 Folge)
- 1998: Balko – Terror im OP
- 1999: Operation Phoenix – Jäger zwischen den Welten (Fernsehserie)
- 1999: Einfach Klasse!
- 1999: Unser Charly (Fernsehserie, 3 Folgen)
- 1999: Dr. Stefan Frank – Der Arzt, dem die Frauen vertrauen (Fernsehserie, 2 Folgen)
- 1999: Sieben Tage bis zum Glück
- 2000: Wie angelt man sich seinen Chef?
- 2000: Rosamunde Pilcher: Zeit der Erkenntnis
- 2000: Es geht nicht immer nur um Sex
- 2000: Paranoia
- 2000: Alarm für Cobra 11 – Die Autobahnpolizei (Fernsehserie, 1 Folge)
- 2001: St. Angela (Fernsehserie, 1 Folge)
- 2001: Ein Millionär zum Frühstück
- 2001: Die Explosion – U-Bahn-Ticket in den Tod
- 2001: 1000 Meilen für die Liebe (2 Episoden)
- 2002: Verliebt auf Bermuda
- 2002: Der Mann mit den grünen Augen
- 2002: Der Augenblick der Begierde
- 2003: Traumprinz in Farbe
- 2003: Wintersonne
- 2003: Kunden und andere Katastrophen
- 2004: Schöne Witwen küssen besser
- 2004–2006: Typisch Sophie (Fernsehserie)
- 2005: Ein Luftikus zum Verlieben
- 2006: Himmel über Australien
- 2006: Rosamunde Pilcher: Wiedersehen am Fluss
- 2007: Wie angelt man sich seine Chefin?
- 2008: Entführt – Ich hol dich da raus
- 2008: Gefühlte XXS – Vollschlank & frisch verliebt
- 2008: Kreuzfahrt ins Glück: Hochzeitsreise nach Madeira
- 2009: Claudia, das Mädchen von Kasse 1
- 2010: Auch lügen will gelernt sein
- 2010: Rosamunde Pilcher: Wohin du auch gehst
- 2010: Für immer Neuseeland
- 2010: Lilly Schönauer – Wo die Liebe hinfällt
- 2010: Sommerkleid und Anzug
- 2011: Stadtgeflüster – Sex nach Fünf
- 2012: Inga Lindström – Vier Frauen und die Liebe
- 2012: SOKO Stuttgart (4. Staffel, Folge 11)
- 2013: Nur mit Euch!
- 2014: 16 über Nacht!
- 2014: Einmal Bauernhof und zurück

## Soziales Engagement
Sophie Schütt ist offiziell ernannte Botschafterin für die Deutsche José Carreras Leukämie-Stiftung sowie Patin des Deutschen Kinderpreises von World Vision Deutschland. Zudem engagiert sie sich als Testimonial für die Tierschutzorganisation PETA gegen Tierversuche bei Kosmetikerzeugnissen.

## Auszeichnungen
- 2005: Nominierung für den Deutschen Fernsehpreis als Beste Schauspielerin in einer TV-Serie für Typisch Sophie (zusammen mit Jochen Horst)